# Basilique Saint-Pierre de Luxeuil-les-Bains
Pour les articles homonymes, voir Basilique Saint-Pierre (homonymie).
La basilique Saint-Pierre de Luxeuil-les-Bains, située Place Saint-Pierre à Luxeuil-les-Bains, est la quatrième église construite sur ce site.

## Histoire
Hugues de Faucogney commence sa construction en 1215 sur les fondations d'un édifice précédent du XIe siècle incendié en 1201 par Richard de Montbéliard, elle est achevée sous l'autorité de l'abbé Eudes de Charenton en 1330 pour être consacrée à Saint Pierre et Saint Paul.
Abbatiale du monastère de Luxeuil jusqu'en 1790, elle est aujourd'hui église paroissiale de la ville, non sans avoir servi précédemment et successivement à la fermeture de l'Abbaye du temple de la Raison.

## Architecture
Son architecture est principalement de style gothique, à l'exception du portail gauche ainsi que du clocher comtois, tous deux de style néo-classique et contemporains du Palais abbatial. Son clocher contient 4 cloches dont la plus grosse de Haute-Saône avec ses 3 563 kg. Sa construction a fait appel au grès rose des Vosges. La voûte de la nef est suspendue à la hauteur de 18 m. Le chœur a été restauré par Eugène Viollet-le-Duc ; son orientation diffère de quelques degrés de celle de la nef ; il supporte six séries de vitraux relatant la vie des quarante-quatre saints de l'abbaye. Plusieurs chapelles sont décorées de mosaïques d'Henri Bichi.

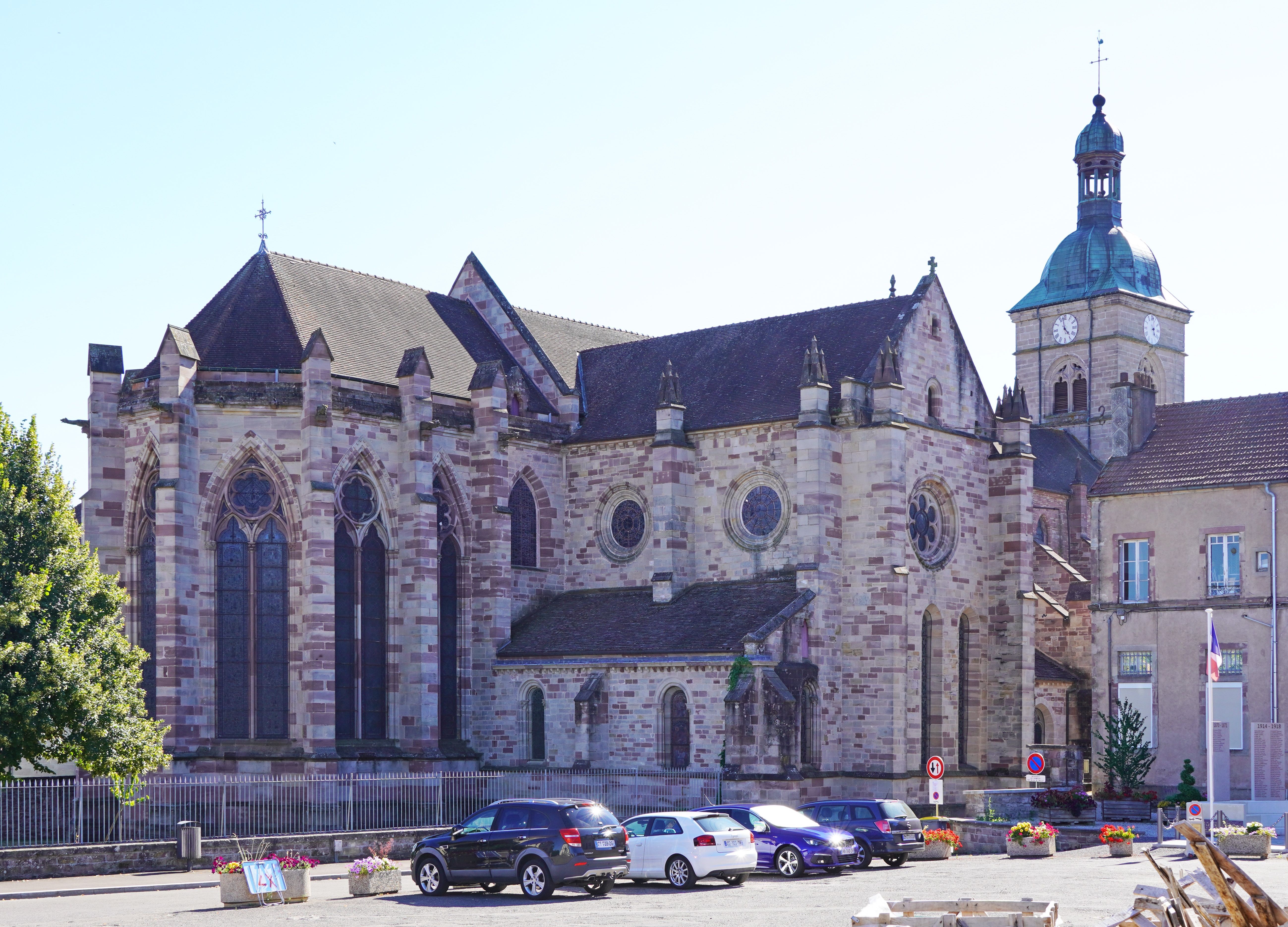
Vue arrière.
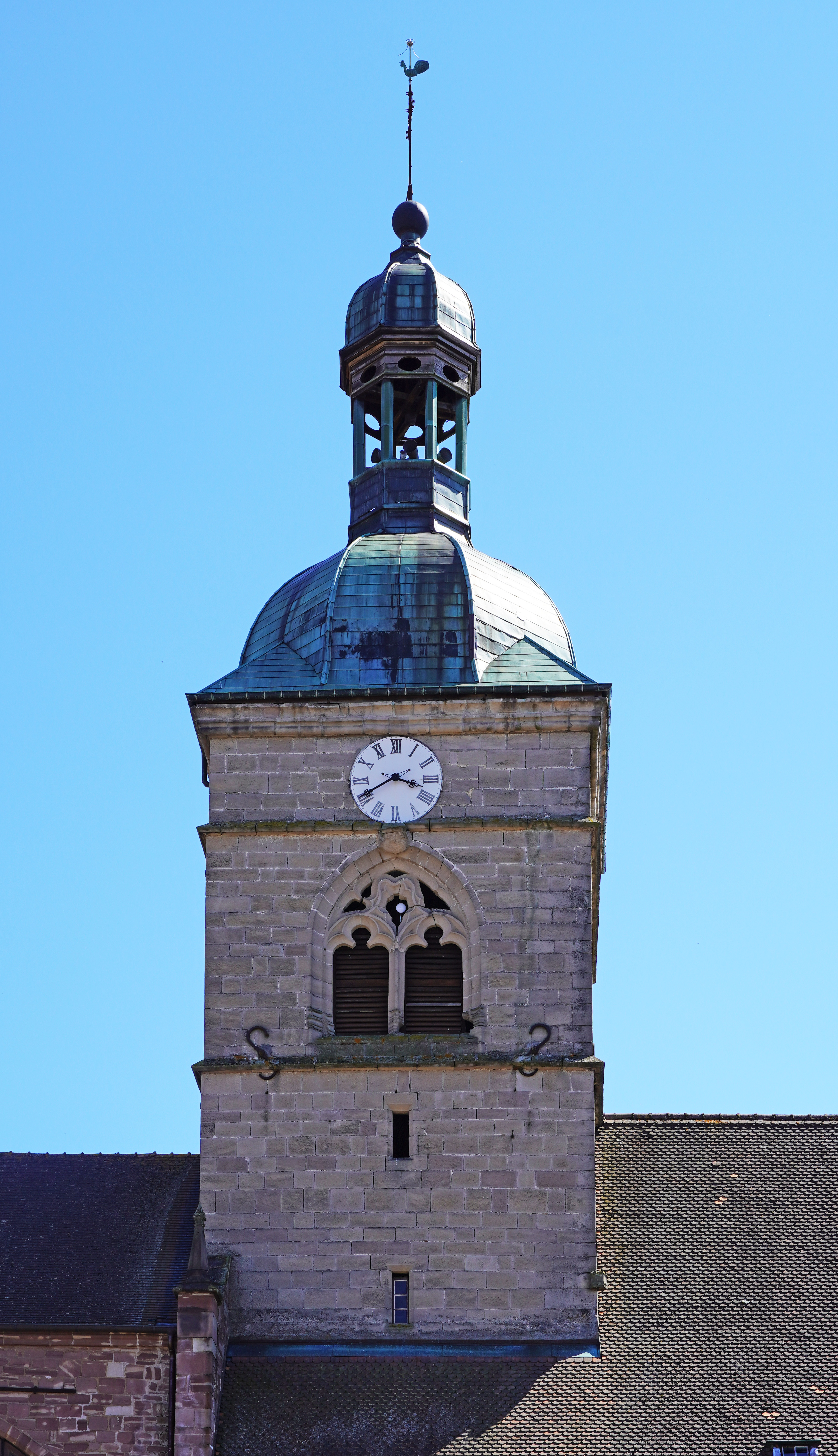
Le clocher.
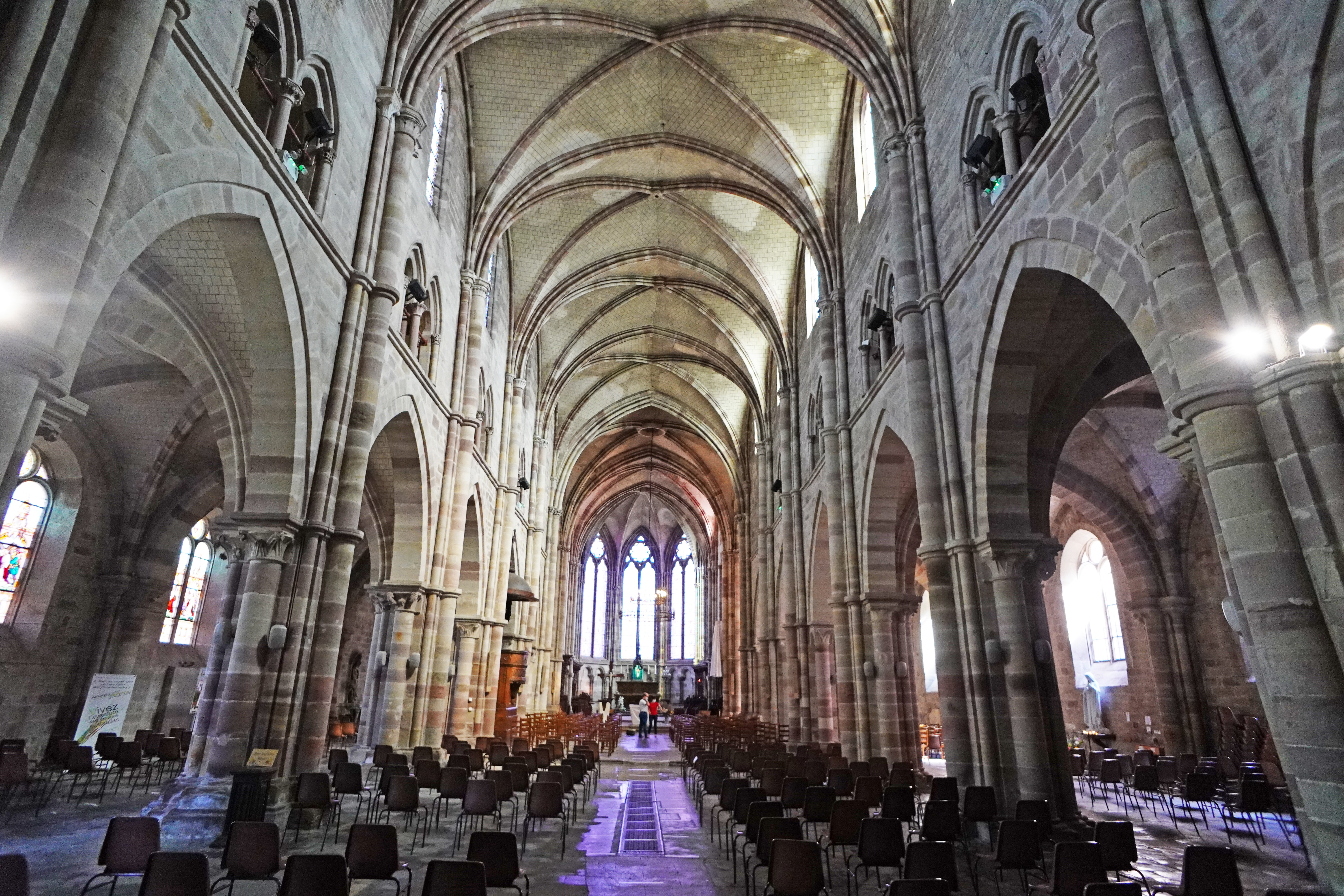
L'intérieur.
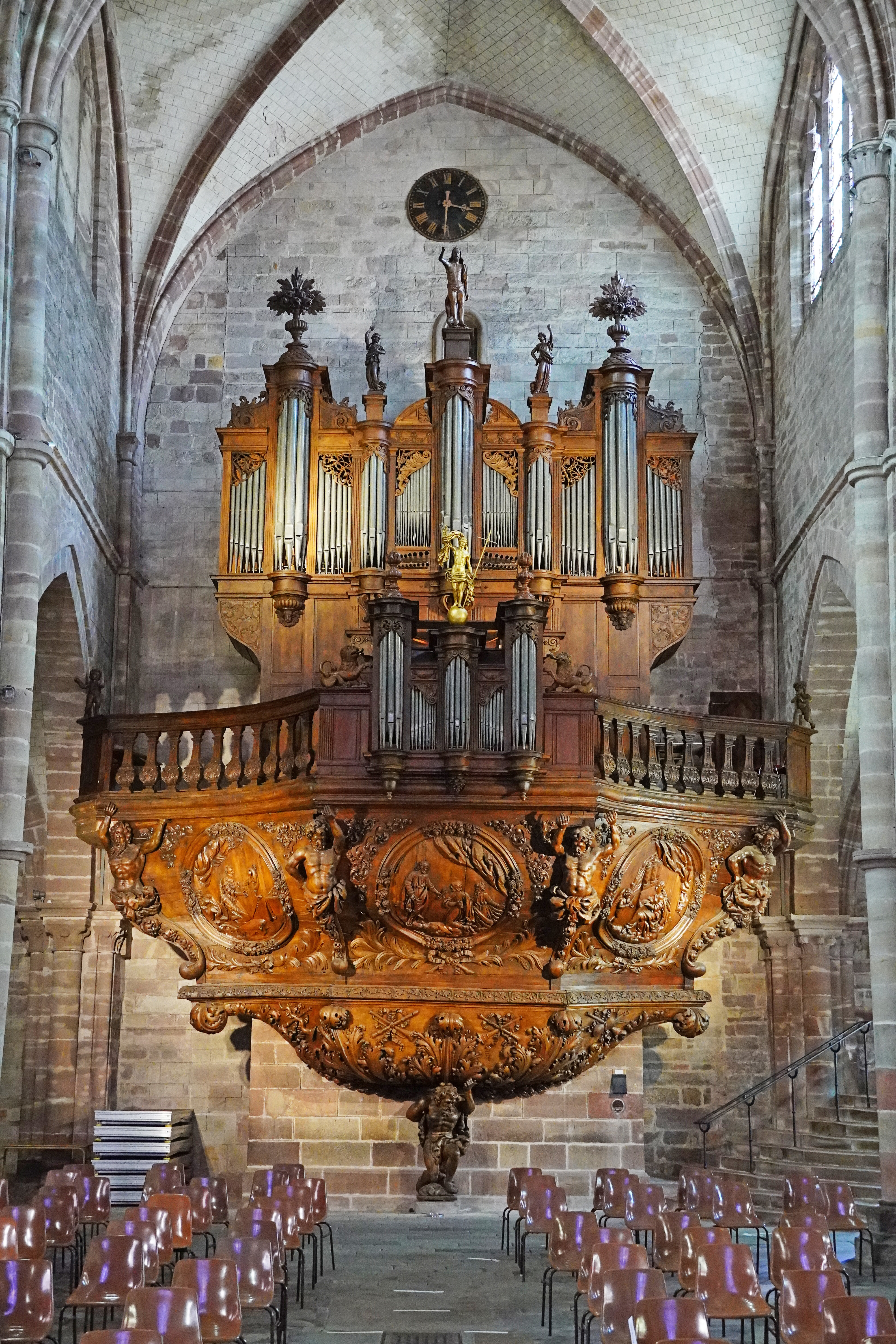
Les orgues.
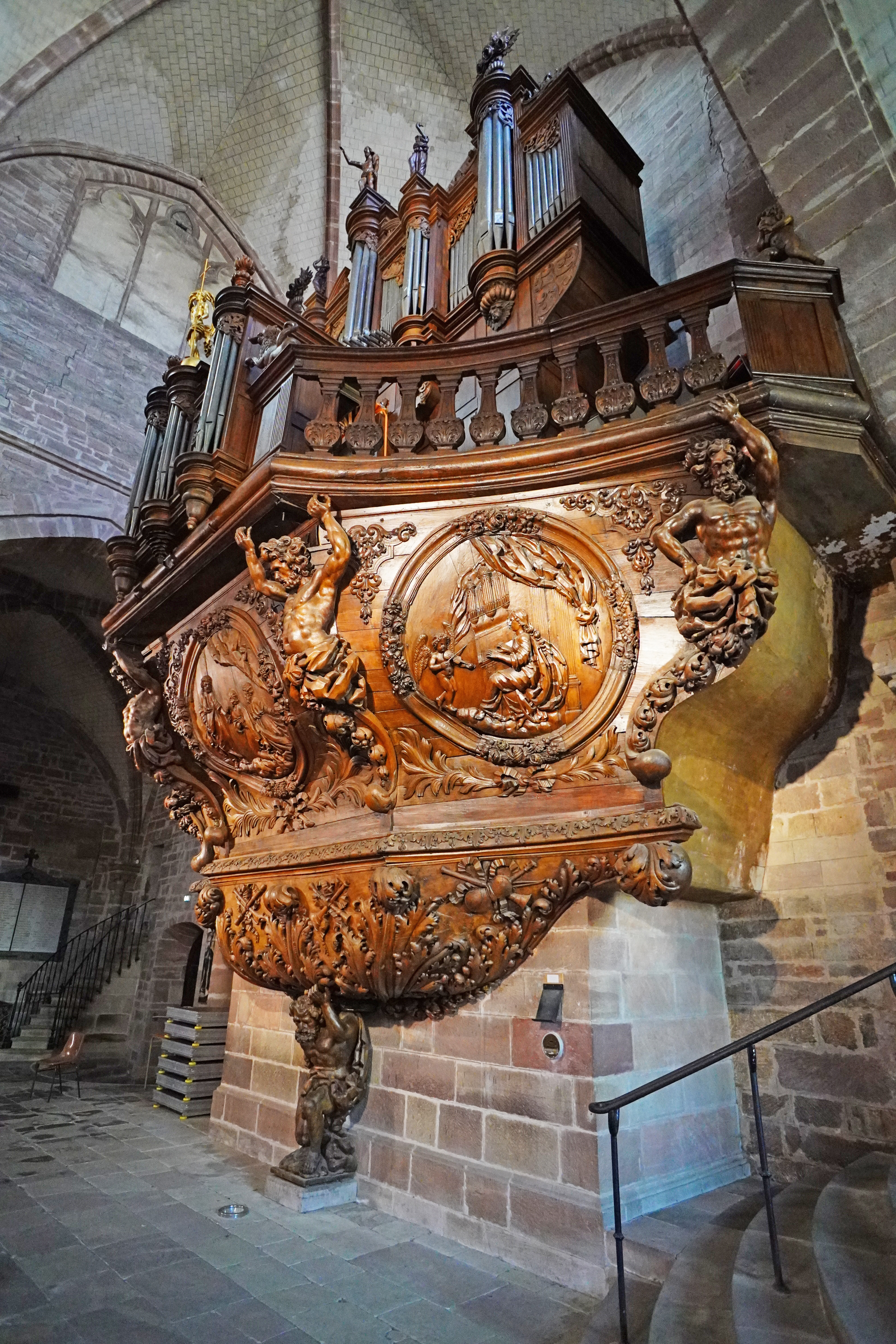

L'église fait l'objet d'un classement au titre des monuments historiques depuis 1846.
Les orgues de Deloye-Hartmann datent de 1980,.
La basilique accueille le concours d'improvisation Pierre Pincemaille, les 24 avril 2011, 9 avril 2012 et 1er avril 2013,.